# Fluorkautschuk

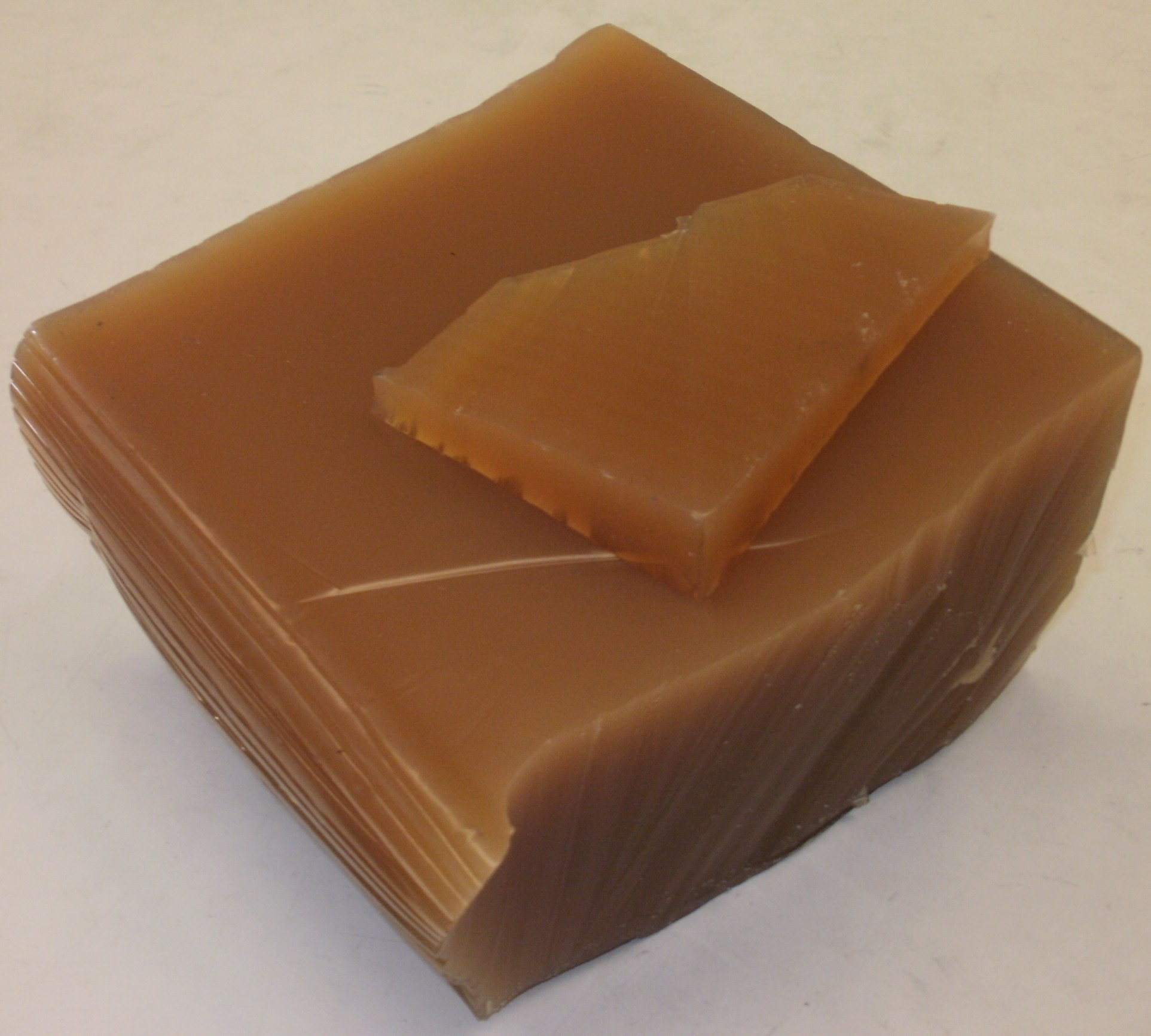
Fluorpolymer von Daikin

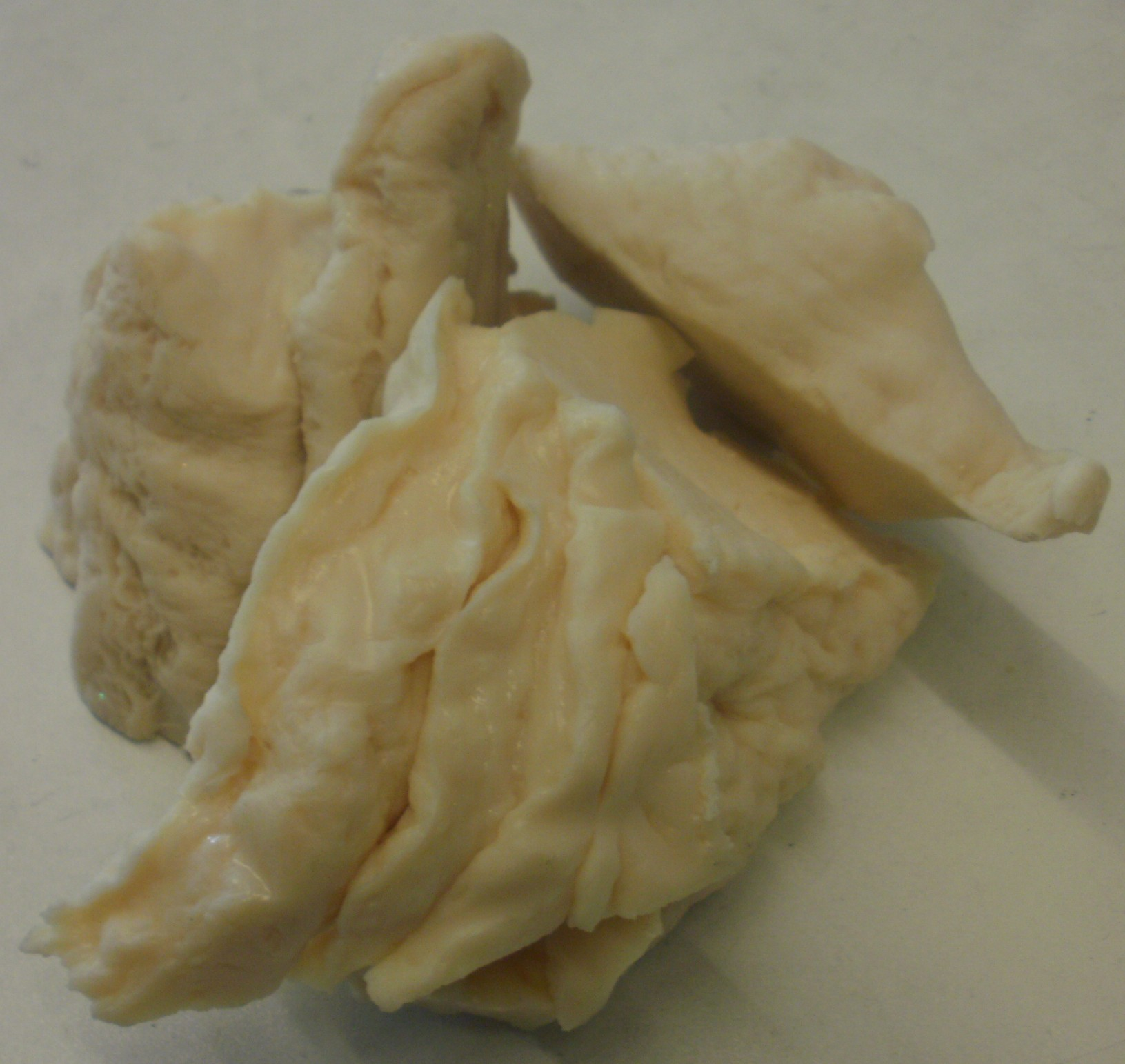
Fluorpolymer von Dyneon

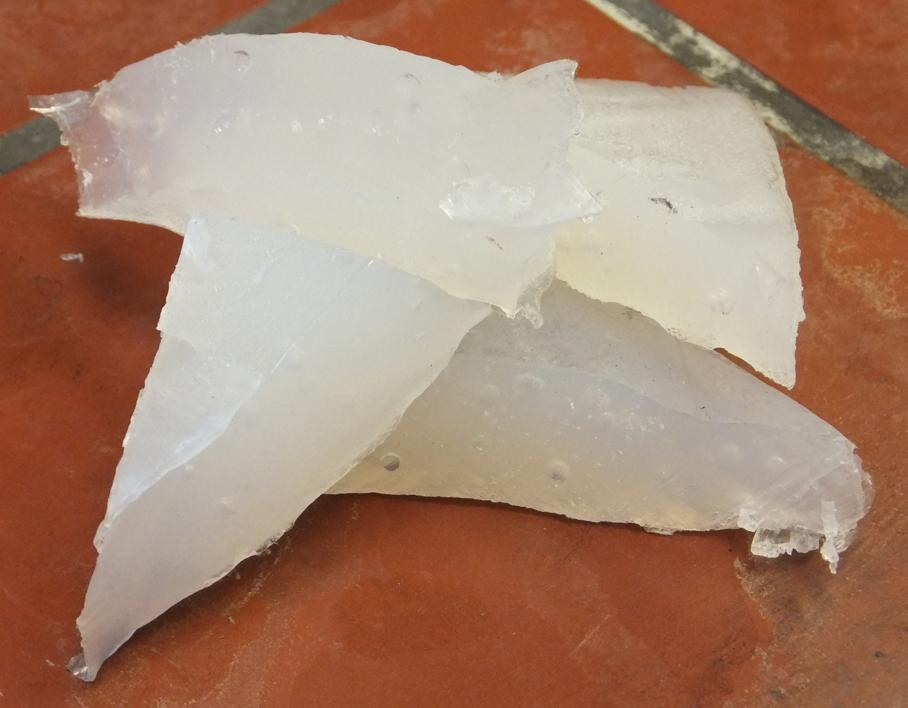
Tecnoflon von Solvay

Der Begriff Fluorkautschuk (Abkürzung FKM nach DIN ISO 1629 [früher: FPM] und nach ASTM D 1418) bezeichnet eine ganze Gruppe von Kautschuken, die als gemeinsames Merkmal Vinyliden(di)fluorid (VDF) als eines ihrer Monomere besitzen. Fluorkautschuke wurden in den 1950er Jahren von DuPont (Viton) entwickelt und werden heute auch von Solvay (Tecnoflon), Dyneon (Dyneon™ Fluoroelastomers) und Daikin Chemical (Dai-El) angeboten.
Neben den Fluorkautschuken existieren noch weitere Gruppen fluorierter Elastomere, wie z. B. Perfluorkautschuk (FFKM), Tetrafluorethylen/Propylen-Kautschuke (FEPM) und fluorierter Silikonkautschuk (FVMQ).
Die beiden wichtigsten Typen von Fluorkautschuken sind
- Copolymere von Vinylidenfluorid (VDF) und Hexafluorpropylen (HFP) und
- Terpolymere von VDF, HFP und Tetrafluorethylen (TFE)

Durch das zusätzlich eingeführte TFE haben die Terpolymere einen höheren Fluorgehalt als die Copolymere (ca. 68–69 % im Vergleich zu 66 % bei den Copolymeren), was sich in der besseren Beständigkeit gegen Chemikalien und höheren Temperaturen widerspiegelt. Copolymere haben dagegen Vorteile beim Druckverformungsrest und der Tieftemperaturflexibilität.
Daneben gibt es außerdem
- Polymerisate aus VDF, HFP, TFE und Perfluormethylvinylether (PMVE)
- Polymerisate aus VDF, TFE und Propen, sowie
- Polymerisate aus VDF, HFP, TFE, PMVE und Ethen

Perfluormethylvinylether (PMVE) wird in den Kautschuken zur Verbesserung der Tieftemperaturflexibilität eingesetzt. Die Polymerisate mit Propen sind beständiger gegen Laugen als andere FPM-Typen, quellen aber dafür in Kohlenwasserstoffen wesentlich stärker. Polymerisate mit Ethen zeigen auch bei hohen Temperaturen noch Beständigkeit gegen Schwefelwasserstoff.

## Vernetzungsmechanismen
Fluorkautschuke können nicht wie z. B. Naturkautschuk mit Schwefel vernetzt werden, da die Polymerketten gesättigt sind (d. h., es fehlen ihnen die zur Schwefelvulkanisation benötigten Doppelbindungen). Es wurden daher andere Mechanismen entwickelt, um die Fluorpolymere zu elastischen Netzwerken zu verknüpfen.
Das älteste Verfahren zur Vulkanisation von Fluorkautschuken ist die diaminische Vernetzung. Dabei werden blockierte Diamine als Vernetzer eingesetzt. In basischer Umgebung kann das Vinylidenfluorid Fluorwasserstoff (HF) abspalten, wodurch eine Addition des Amins an die Polymerkette ermöglicht wird. Die entstehende Flusssäure (HF) wird in der Regel durch Magnesiumoxid aufgefangen, das damit zu Magnesiumfluorid umgebildet wird. Die diaminische Vernetzung wird wegen der guten Haftung zwischen Gummi und Metall, die mit diaminisch vernetzten Elastomeren erzielt wird, auch heute noch gerne eingesetzt. In wässrigen Medien zeigt sich die diaminische Verknüpfung allerdings anfällig für Hydrierung.
Moderner als das diaminische Verfahren ist dagegen der bisphenolische Mechanismus (auch Dihydroxy-Mechanismus), bei dem Bisphenol AF und ein quartäres Phosphoniumsalz als Vernetzer-Komponenten eingesetzt werden. Dabei handelt es sich um einen nucleophilen Substitutions-Mechanismus. Im Vergleich zur diaminischen Vernetzung werden bessere Beständigkeiten gegen Hydrolyse und höhere Temperaturen sowie eine Verbesserung beim Druckverformungsrest erzielt.
Außerdem lassen sich Fluorkautschuke auch peroxidisch (auch Triazin-Verfahren genannt), also durch freie Radikale vernetzen. Besonders wichtig ist die peroxidische Vernetzung, wenn Kautschuke zum Einsatz kommen, die Perfluormethylvinylether (PMVE) enthalten, da die beiden ionischen Mechanismen durch Angriff auf das PMVE zur Zerstörung der Polymerketten führen können. In wässrigen und nichtwässrigen Elektrolyten sind peroxidisch vernetzte Fluorelastomere den Produkten anderer Vernetzungsmechanismen überlegen. Bei der Temperaturbeständigkeit rangieren sie knapp hinter den bisphenolisch vernetzten Materialien.